# 1934-es atlétikai Európa-bajnokság
Az 1934-es atlétikai Európa-bajnokságot Torinóban, Olaszországban rendezték. Ez volt az első szabadtéri atlétikai Eb. Az Eb-n 22 versenyszámot rendeztek. Csak férfiak versenyeztek.

## A magyar sportolók eredményei
Magyarország az Európa-bajnokságon 17 sportolóval képviseltette magát.
Érmesek
| Érem  | Versenyző                                            | Versenyszám   | Dátum         |
| ----- | ---------------------------------------------------- | ------------- | ------------- |
| Arany | Kovács József                                        | 110 m gát     | szeptember 8. |
| Arany | Szabó Miklós                                         | 800 m         | szeptember 9. |
| Ezüst | Szabó Miklós                                         | 1500 m        | szeptember 7. |
| Ezüst | Sír József                                           | 200 m         | szeptember 9. |
| Ezüst | Forgács László Kovács József Sír József Gyenes Gyula | 4 × 100 m     | szeptember 9. |
| Bronz | Donogán István                                       | 100 m         | szeptember 8. |
| Bronz | Sír József                                           | Diszkoszvetés | szeptember 8. |

## Éremtáblázat
(A táblázatban a rendező nemzet eltérő háttérszínnel kiemelve.)
| Helyezés | Nemzet        | Arany | Ezüst | Bronz | Összesen |
| 1.       | Németország   | 7     | 2     | 2     | 11       |
| 2.       | Finnország    | 5     | 4     | 4     | 13       |
| 3.       | Hollandia     | 3     | 0     | 2     | 5        |
| 4.       | Magyarország  | 2     | 3     | 2     | 7        |
| 5.       | Svédország    | 1     | 4     | 3     | 8        |
| 6.       | Franciaország | 1     | 3     | 1     | 5        |
| 7.       | Olaszország   | 1     | 2     | 2     | 5        |
| 8.       | Észtország    | 1     | 0     | 1     | 2        |
| 9.       | Lettország    | 1     | 0     | 0     | 1        |
| 10.      | Norvégia      | 0     | 2     | 1     | 3        |
| 11.      | Lengyelország | 0     | 1     | 1     | 2        |
| 12.      | Svájc         | 0     | 1     | 0     | 1        |
| 13.      | Csehszlovákia | 0     | 0     | 1     | 1        |
| 13.      | Dánia         | 0     | 0     | 1     | 1        |
| 13.      | Görögország   | 0     | 0     | 1     | 1        |
| Összesen | Összesen      | 22    | 22    | 22    | 66       |

## Érmesek
- WR – világrekord

| Versenyszám     | Arany                                                                              | Arany      | Ezüst                                                                            | Ezüst     | Bronz                                                                               | Bronz     |
| --------------- | ---------------------------------------------------------------------------------- | ---------- | -------------------------------------------------------------------------------- | --------- | ----------------------------------------------------------------------------------- | --------- |
| 100 m           | Chris Berger · Hollandia                                                           | 10,6       | Erich Borchmeyer · Németország                                                   | 10,7      | Sir József · Magyarország                                                           | 10,7      |
| 200 m           | Chris Berger · Hollandia                                                           | 21,5       | Sir József · Magyarország                                                        | 21,5      | Tinus Osendarp · Hollandia                                                          | 21,6      |
| 400 m           | Adolf Metzner · Németország                                                        | 47,9       | Pierre Skawinski · Franciaország                                                 | 48,0      | Bertil von Wachenfeldt · Svédország                                                 | 48,0      |
| 800 m           | Szabó Miklós · Magyarország                                                        | 1:52,0     | Mario Lanzi · Olaszország                                                        | 1:52,0    | Wolfgang Dessecker · Németország                                                    | 1:52,2    |
| 1500 m          | Luigi Beccali · Olaszország                                                        | 3:54,6     | Szabó Miklós · Magyarország                                                      | 3:55,2    | Roger Normand · Franciaország                                                       | 3:57,0    |
| 5000 m          | Roger Rochard · Franciaország                                                      | 14:36,8    | Janusz Kusociński · Lengyelország                                                | 14:41,2   | Ilmari Salminen · Finnország                                                        | 14:43,6   |
| 10 000 m        | Ilmari Salminen · Finnország                                                       | 31:02,6    | Arvo Askola · Finnország                                                         | 31:03,3   | Henry Nielsen · Dánia                                                               | 31:27,4   |
| Maraton         | Armas Toivonen · Finnország                                                        | 2:52:29    | Thore Enochsson · Svédország                                                     | 2:54:36   | Aurelie Genghini · Olaszország                                                      | 2:55:04   |
| 110 m gát       | Kovács József · Magyarország                                                       | 14,8       | Erwin Wegner · Németország                                                       | 14,9      | Holger Albrechtsen · Norvégia                                                       | 15,0      |
| 400 m gát       | Hans Scheele · Németország                                                         | 53,2       | Akilles Järvinen · Finnország                                                    | 53,7      | Christos Mantikas · Görögország                                                     | 54,9      |
| 50 km gyaloglás | Jānis Daliņš · Lettország                                                          | 4:49:53    | Arthur Tell Schwab · Svájc                                                       | 4:53:09   | Ettore Rivolta · Olaszország                                                        | 4:54:06   |
| 4 × 100 m       | Németország · Egon Schein · Erwin Gillmeister · Gerd Hornberger · Erich Borchmeyer | 41,0       | Magyarország · Forgács László · Kovács József · Sir József · Gyenes Gyula        | 41,4      | Hollandia · Tinus Osendarp · Tjeerd Boersma · Robert Jansen · Chris Berger          | 41,6      |
| 4 × 400 m       | Németország · Helmut Hamann · Hans Scheele · Harry Voigt · Adolf Metzner           | 3:14,1     | Franciaország · Robert Paul · Serge Guillez · Raymond Boisset · Pierre Skawinski | 3:15,6    | Svédország · Sven Strömberg · Pelle Pihl · Gustaf Eriksson · Bertil von Wachenfeldt | 3:16,6    |
| Magasugrás      | Kalevi Kotkas · Finnország                                                         | 200 cm     | Birger Halvorsen · Norvégia                                                      | 197 cm    | Veikko Peräsalo · Finnország                                                        | 197 cm    |
| Távolugrás      | Wilhelm Leichum · Németország                                                      | 745 cm     | Otto Berg · Norvégia                                                             | 731 cm    | Luz Long · Németország                                                              | 725 cm    |
| Rúdugrás        | Gustav Wegner · Németország                                                        | 400 cm     | Bo Ljungberg · Svédország                                                        | 400 cm    | John Lindroth · Finnország                                                          | 390 cm    |
| Hármasugrás     | Willem Peters · Hollandia                                                          | 14,89 m    | Eric Svensson · Svédország                                                       | 14,83 m   | Onni Rajasaari · Finnország                                                         | 14,74 m   |
| Súlylökés       | Arnold Viiding · Észtország                                                        | 15,19 m    | Risto Kuntsi · Finnország                                                        | 15,19 m   | František Douda · Csehszlovákia                                                     | 15,18 m   |
| Diszkoszvetés   | Harald Andersson · Svédország                                                      | 50,38 m    | Paul Winter · Franciaország                                                      | 47,09 m   | Donogán István · Magyarország                                                       | 45,91 m   |
| Gerelyhajítás   | Matti Järvinen · Finnország                                                        | 76,66 m WR | Matti Sippala · Finnország                                                       | 69,97 m   | Gustav Sule · Észtország                                                            | 69,31 m   |
| Kalapácsvetés   | Ville Pörhölä · Finnország                                                         | 50,34 m    | Fernande Vandelli · Olaszország                                                  | 48,69 m   | Gunnar Jansson · Svédország                                                         | 47,85 m   |
| Tízpróba        | Hans-Heinrich Sievert · Németország                                                | 6858 pont  | Leif Dahlgren · Svédország                                                       | 6666 pont | Jerzy Pławczyk · Lengyelország                                                      | 6399 pont |